# Можжевельник жёсткосемянный
Можжевельник жёсткосемянный (лат. Juniperus osteosperma) — вид растений рода Можжевельник семейства Кипарисовые.

## Распространение
В естественных условиях растёт в Северной Америке. Встречается в юго-западной части США, в Юте, Неваде, Аризоне, на западе Нью-Мексико и Колорадо, Вайоминге, в южной части Монтаны, на юге Айдахо и восточной части штата Калифорния. Предпочитает высоту 1300—2600 м над уровнем моря, на сухих почвах.

## Описание
Кустарники или деревья, однодомные. Вырастают, как правило, до 3—6 м, в исключительных случаях до 9 м. Кора можжевельника жёсткосемянного шелушащаяся, с серо-коричневыми полосками. Шишкоягоды мелкие, круглые, 0,8-0,9 см, голубовато-коричневые с серо-голубым налётом. Хвоя жёлто-зелёная, 0,3-0,5 см длиной, с серо-голубым налётом. Древесина дерева устойчива против гниения. В посадках весьма декоративен.

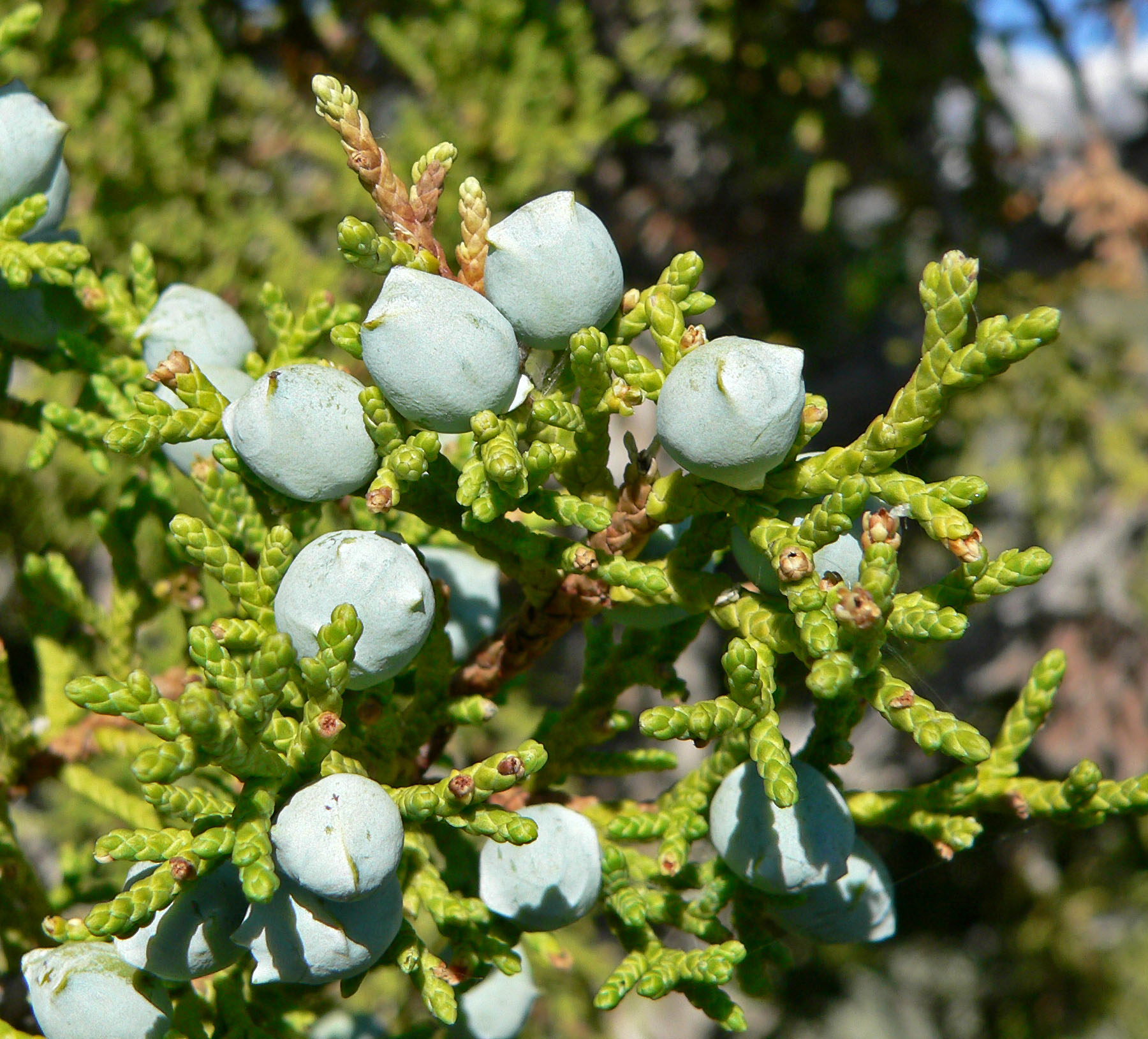
Можжевельник жёсткосемянный: листья, шишкоягоды и мужские шишки